# 10000 (tal)
10000 är det naturliga talet som följer 9999 och som följs av 10001.

## Inom matematiken
- 10000 är ett jämnt tal.
- 10000 är ett Tesserakttal.
- 10000 är ett palindromtal i det Romerska talsystemet.

## Inom vetenskapen
- 10000 Myriostos, en asteroid
- Myriad